# Шрейль, Мария
Мария Шрейль (нем. Maria Schreil; род. 1981) — боец австрийского джиу-джитсу. Участница Всемирных игр 2009 года.

## Биография
Шрейль родилась в Штайре, Верхняя Австрия.
В основном соревнуется в парной дисциплине со своей партнёршей Марион Тремель. На чемпионате мира 2008 года в Мальмё дуэт завоевал бронзовую медаль. Также она вместе со своим партнёром выиграла бронзовую медаль на чемпионате Европы в Подгорице в 2009 году. На Всемирных играх 2009 года в Гаосюне оба также завоевали золотые медали.
В 2009 году Мария получила Почётный знак «За заслуги перед Австрийской Республикой».